# オーシスト
オーシスト（英: oocyst）とは、原虫の生活環におけるステージの1つ。接合子嚢、成熟卵嚢子とも呼ばれる。接合子の周囲に被膜、被殻が形成されたもの。接合子（ザイゴート）がオーシストを形成し、その内部にスポロシスト、スポロゾイトが形成される過程をスポロゴニーと呼ぶ。

クリプトスポリジウムのオーシストには塩素への耐性があり、上下水道や浄化槽等の衛生管理における塩素消毒程度では不活化されないことが多い。そのため、濾過装置による物理的除去か、紫外線による処理が用いられる。